# Rue, Somme
Rue är en kommun i departementet Somme i regionen Hauts-de-France i norra Frankrike. Kommunen ligger i kantonen Rue som tillhör arrondissementet Abbeville. År 2022 hade Rue 3 050 invånare.

## Befolkningsutveckling
Antalet invånare i kommunen Rue
| Referens: INSEE |